# Hallelujah the Hills (pel·lícula)
Hallelujah the Hills (1963) va ser escrit, dirigit i editat per Adolfas Mekas. Va ser el seu primer llargmetratge.

## Argument
Jack i Leo, que estimen la Vera des de fa set anys, decideixen proposar-li una proposta, però descobreixen consternats que s'ha casat amb "l'horrible Gideon". Per recuperar-se de la seva decepció i intentar oblidar la Vera, van passejant pels boscos coberts de neu de Vermont, fent bogeries i dormint en tendes de campanya. Però no poden oblidar la dona que estimen, tornant a veure-la cadascun, en flashbacks, d'una manera molt personal: en Leo recorda les seves visites anuals a la Vera cada estiu, mentre que en Jack recorda les visites anuals que li feia cada hivern. Plens dels seus records, passen a viure moments d'embriaguesa i aventures: una foguera que es converteix en un foc, una caça d'ós, el descobriment d'un arbre de dones, el director homenatjant D. W. Griffith i la seva pel·lícula Way Down East... La seva trobada amb dos convictes fugits posarà fi al seu viatge

## Repartiment
- Peter Beard: Jack
- Martin Greenbaum: Leo
- Sheila Finn: Vera vista per Jack (Vera a l'estiu)
- Peggy Steffans: Vera vista per Leo (Vera a l'estiu)
- Jerome Raphael: el pare
- Blanche Dee: la mare
- Jerome Hill: el primer presoner
- Taylor Mead: el segon presoner
- Ed Emshwiller: Gideon

## Estrena
El 1963, després de les projeccions a la secció de Crítics del Festival de Cannes, al Festival Internacional de Cinema de Montreal i al Festival Internacional de Cinema de Locarno, on va guanyar la Vela de Plata, Hallelujah the Hills va fer el seu debut als Estats Units al Primer Festival de Cinema de Nova York al Lincoln Center el 14 de setembre de 1963. Va rebre crítiques entusiastes i va tenir un compromís de 15 setmanes al 5th Avenue Cinema a Nova York i sales de cinema d'arreu del país. Està disponible en 16 mm i 35 mm a Anthology Film Archives and the Museum of Modern Art.

## Crítiques
| «                                                            | És, més enllà de la droga, una certa forma poètica de burlesc (i per tant de salut) que trobem. La pel·lícula es presenta com la constatació immediata de tot el "boig" que es pot dir durant una vetllada amb amics.[…] L'estil encaixa perfectament amb el tema: s'improvisa i es filma tal com es presenta, és a dir, no importa com, doncs, amb una perpètua llibertat de càmera que s'oposa a la fixitat del burlesc clàssic. | » |
| — Barbet Schroeder, Cahiers du cinéma n° 145, juliol de 1963 | |   |

| «                                                            | Aquesta pel·lícula és aèria. Cada farsa, cada “happening”, és a dir cada pla, és una lliçó ingràvida que demostra que la felicitat encara és alegre | » |
| — François Weyergans, Cahiers du cinéma n° 153, març de 1964 | |   |